# Renault Étoile filante
Pour les articles homonymes, voir Renault (homonymie) et Étoile filante (homonymie).
La Renault Étoile filante est une voiture à moteur d'avion concept car monoplace expérimentale de compétition, du constructeur automobile français Renault, construite en deux exemplaires, et présentée le 22 juin 1956 sur l'autodrome de Linas-Montlhéry, près de Paris,. 

## Histoire
Cette voiture à moteur d'avion de compétition expérimentale « hors norme », au design futuriste du concepteur-designer-motoriste Renault Fernand Picard, est propulsée par une turbine à gaz Turbomeca Turmo I de 270 chevaux, conçue par l'entreprise française Turbomeca (à l'origine de l'idée, actuel Safran Helicopter Engines) sous la direction de l'ingénieur motoriste Albert Lory, chef de projet Renault. Des essais en soufflerie ont lieu entre 1954 et 1956. 

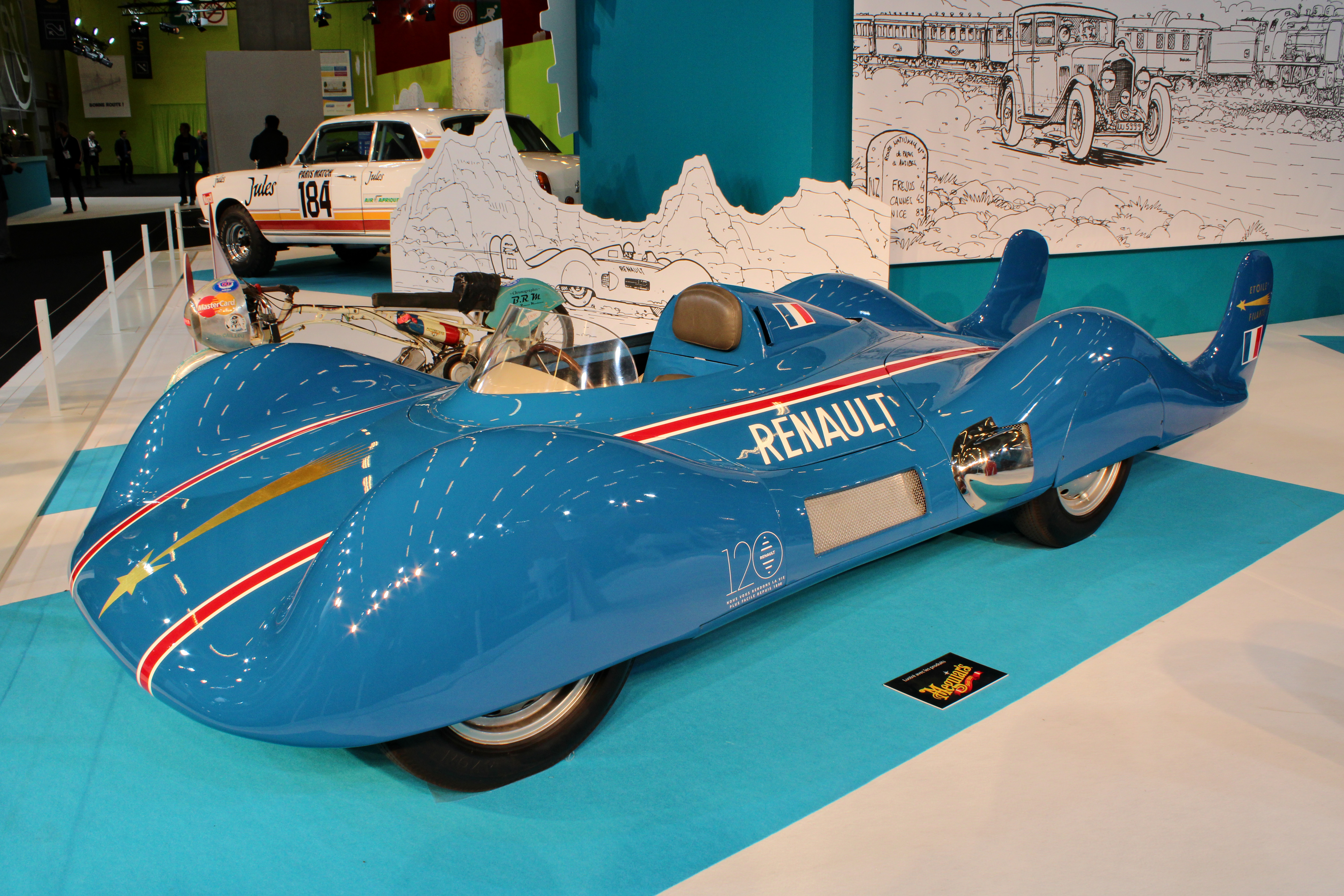
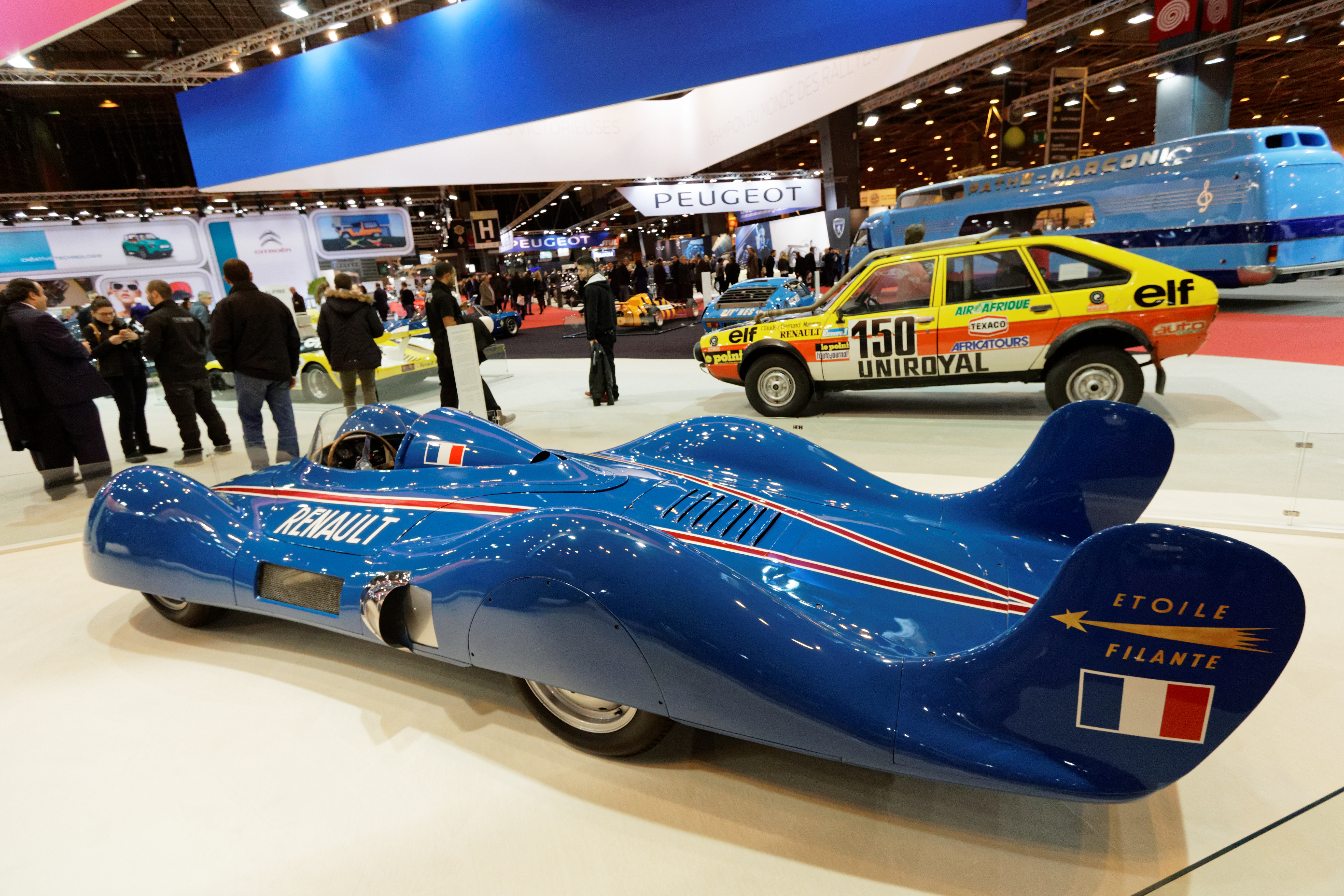
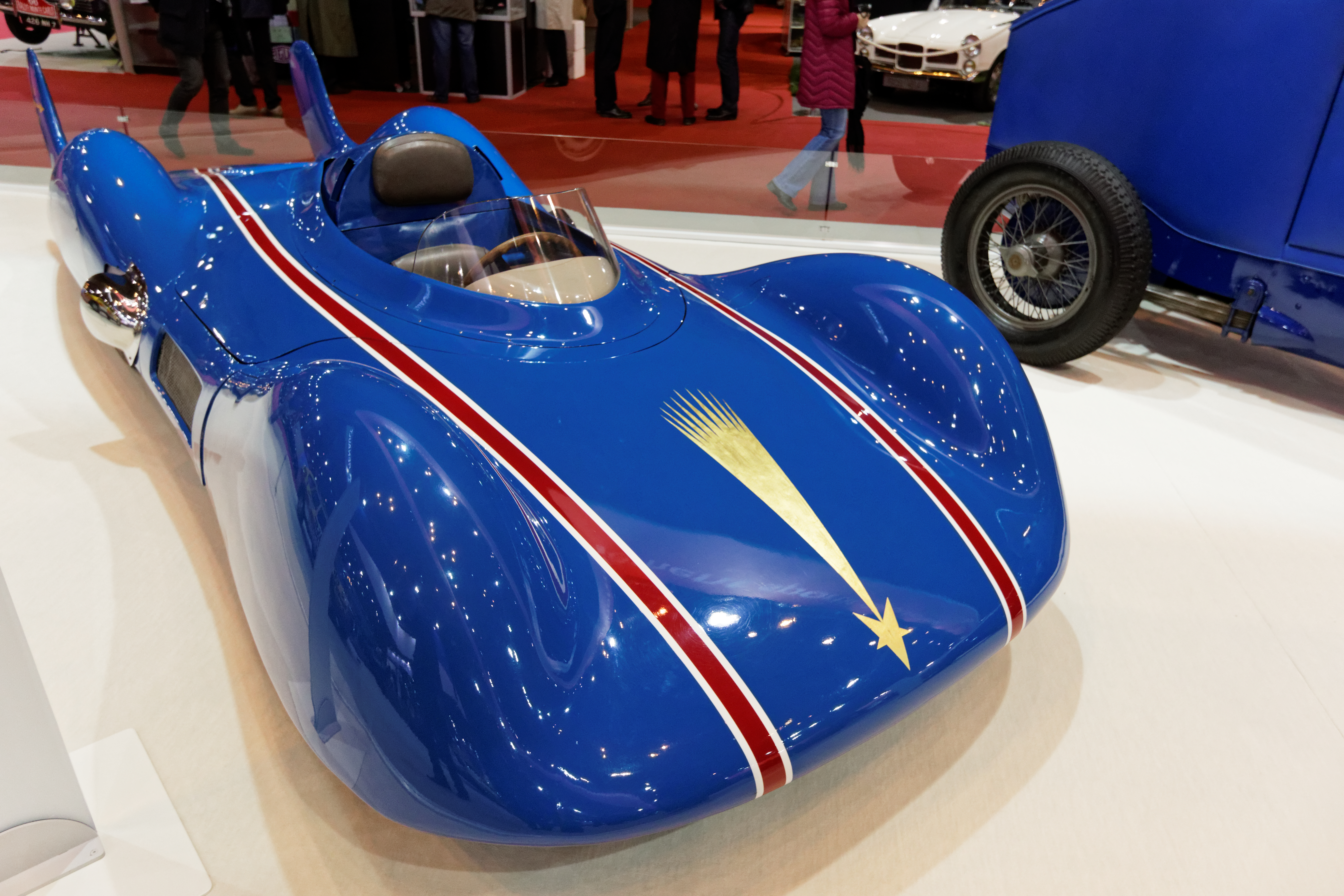

Après ses premiers essais sur l'autodrome de Linas-Montlhéry, près de Paris, au printemps 1956, la voiture fait ses premiers tours de roue le 4 septembre 1956 sur la piste de vitesse de Bonneville du Grand Lac Salé du Bonneville Salt Flats dans l'Utah aux États-Unis, où elle bat un record de vitesse terrestre de 308,85 km/h, du 5 septembre 1956, dans sa catégorie des moins de 1 000 kg, avec le pilote-ingénieur Renault Jean Hébert (d'autres essais à plus de 320 km/h n'ont pas été homologués).

## Record de vitesse 1956
- 1956 : 308,85 km/h, records de vitesses terrestres catégorie moins de 1 000 kg, sur la piste de vitesse de Bonneville du Grand Lac Salé du Bonneville Salt Flats dans l'Utah aux États-Unis, avec le pilote-ingénieur Renault Jean Hébert.

## Collection
Concurrente entre autres des General Motors Firebird I, II, et III (1953, 1956, 1959), Fiat Turbina (1954), Bluebird-Proteus CN7 (1960), Chrysler Turbine (1960), ou Rover-BRM (1964), la voiture fait partie à ce jour de la collection Renault Classic de Renault, régulièrement exposée dans le monde pour la promotion de la marque.

## Télévision
- 2016 : Publicité Renault Mégane GT, avec Nicolas Prost[7]